# Got My Mojo Working
Got My Mojo Working è un brano musicale scritto da Preston "Red" Foster e pubblicato originariamente da Ann Cole nel 1957. 
Nel 1957 il brano è stato reinterpretato con successo da Muddy Waters. Inoltre esso è stato interpretato come cover da tantissimi artisti o gruppi, tra cui Elvis Presley (1970), J. J. Cale (1972), B. B. King (1977), Etta James (2004), Eric Clapton (2011) e altri.
Il Mojo a cui si fa riferimento è un amuleto associato ai riti Hoodoo.